# Värnamo högre allmänna läroverk
Värnamo högre allmänna läroverk var ett läroverk i Värnamo verksamt från 1912 till 1968.

## Historia
År 1867 bildades Värnamo lägre elementarläroverk som 1879 blev Värnamo lägre allmäna läroverk och drogs in 1893. 
Den efterföljande skolan var från 1912 en kommunal mellanskola som från 1932 till 1935 ombildades till en samrealskola, från 1953 med ett kommunalt gymnasium. 
Skolan kommunaliserades 1966 och gymnasiedelen fick då namnet Apladalsskolan. Studentexamen gavs från 1956 till 1968 och realexamen från 1913 till 1971.
Skolbyggnaden är från 1953.